# Duivelseiland (eiland)
Het Duivelseiland (Frans: Île du Diable) is het kleinste en noordelijkste eiland van de Îles du Salut nabij Kourou voor de kust van Frans-Guyana.
Deze drie kleine eilanden werden tot in de achttiende eeuw samen de Duivelseilanden genoemd en nu nog wordt het eigenlijke Duivelseiland weleens verward met de andere eilanden.
Het is een rotsachtig eiland van 14 hectare dat maximaal 40 meter hoog is. Het is volledig bezet met palmbomen. In tegenstelling tot het Île Royale en het Île Saint-Joseph, de beide andere eilanden van de groep, is het permanent onbewoond en wordt het niet gebruikt. Het eiland is verboden terrein. Door de zware stromingen is het zeer lastig het eiland te betreden, ook al is het maar enkele honderden meters van de twee andere eilanden verwijderd.
De drie eilanden behoren administratief tot de gemeente Cayenne, de hoofdstad van Frans-Guyana, hoewel ze op zichtafstand van de stad Kourou liggen.

## Geschiedenis
Vanaf 1852 vormde het Duivelseiland, net als de twee naburige eilanden, een onderdeel van de Franse strafkolonie van Frans-Guyana. Onder het regime van Napoleon III werden er politieke gevangenen vastgezet, in totaal meer dan driehonderd, waarvan meer dan zeventig er overleden. Sinds 1866 werd het eiland alleen gebruikt voor een beperkt aantal veroordeelden, die als staatsgevaarlijk werden beschouwd, zoals terroristen en spionnen. In totaal verbleven er niet meer dan 31 van die gevangenen, vaak niet meer dan één tegelijk, met hun bewakers. Mensen en goederen werden aan- en afgevoerd via een kabelbaan vanaf het Île Royale.
De bekendste gevangene was de (ten onrechte) voor spionage veroordeelde Franse kapitein Alfred Dreyfus, die er van 1895 tot 1899 onder een bijzonder streng regime verbleef. Hij zat in een hut die hij aanvankelijk niet mocht verlaten.
Nadat de laatste gevangene in 1938 vertrokken was, werd het eiland volledig ontruimd. De enkele gebouwtjes, zoals de vroegere hut van Dreyfus, raakten vervallen.
Vanwege de nabijheid van het ruimtevaartcentrum van Kourou behoren de drie eilanden later toe aan het Franse Centre national d'études spatiales (CNES).

## Trivia
- De ontsnapping van Henri Charrière van het Duivelseiland, zoals hij vertelt in zijn boek Papillon (1968), is wellicht verzonnen. Hiervoor is echter geen bewijs.
- Het Duivelseiland staat voor sommigen[bron?] ten onrechte symbool voor heel de beruchte strafkolonie: er waren geen echte kerkers, in tegenstelling tot op de twee andere eilanden waar veel meer gevangenen zaten. Het klimaat op de eilanden was aangenamer dan in de eigenlijke strafkampen op het vasteland en de gevangenen moesten er geen zware dwangarbeid verrichten.

- Library of Congress Control Number: sh85037383
- National Archives and Records Administration: 10037201
- Nationale Bibliotheek van Israël: 987007550686905171
- Virtual International Authority File: 315127130